# هنتيت
هنتيت هو من معادن الكربونات بالصيغة الكيميائية Mg3Ca(CO3)4.
يتحلل بالحرارة في درجة الحرارة 450–800 °C, ليعطي غاز ثاني أكسيد الكربون وأكسيد المغنيزيوم واأكسيد الكالسيوم.

## استخداماته
يستخدم صناعياً بكثرة في مزيج مع مغنيسيوم مائي كمانع للحرائق وفي الإضافات الكيميائية. يستخدم هذا المزيج كبديل لهيدروكسيد الألمونيوم الأكثر شيوعاً.